# Keroro軍曹 (動畫)
《Keroro軍曹》的電視動畫是由日昇動畫製作，並自2004年開始在東京電視台播放至2011年4月3日為止。
2014年也是《KERORO軍曹》漫畫15週年紀念，在2013年12月9日KERORO軍曹生日及發表會上，官方也公告最新動畫將於2014年春天於日本開播「ケロロ 〜keroro〜」Adobe Flash動畫，並在Animax播出。主要角色的聲優都將維持原陣容。

## 綜述

### 故事情節
「伽瑪（Gamma）星雲第58號行星·宇宙侵略軍特殊先鋒部隊隊長」Keroro軍曹，為了要進行征服藍星（K隆星（ケロン星）人對地球的稱呼）前的準備工作，而潛入日向家。但卻行跡敗露（但其實是Tamama二等兵最先敗露，見第282集）輕易的被冬樹和夏美發現，侵略用武器Kero球也落入冬樹手中。其後，侵略總部以將有被發現的危險性為由，緊急撤離地球，留下了在藍星的先鋒部隊。於是，Keroro軍曹開始了隸屬於日向家的生活。隨後軍曹的部下們—「燃燒鬥士」Giroro伍長、「雙重人格」Tamama二等兵、「電波系」Kururu曹長、「暗殺兵」zeroro兵長(到藍星後改名為dororo)和「恐怖大王」安哥爾·摩亞也相繼登場。
其後，長達近6年的侵略展開，厲害的侵略計劃不斷出現，但中途又一度失去了侵略的熱情和幹勁。不過，對Keroro軍曹來說，居住在地球的生活還是多姿多彩的。最少，他可以跟強軍Garuru小隊交手多次，（第二季）為突如其來的26週侵略期限奮鬥，（第三季）不斷回顧小時候的趣味，（第三季開始）與謎一般的仇敵Syurara軍團對抗，（第四季）經歷戰國星球的武者大戰……（第五季）這一切，都是他每日生活的動力……

### 動畫特色
《Keroro軍曹》動畫版和漫畫版一樣，亦是以其對日本各大經典動漫作品的戲仿及惡搞而聞名。而因為版權的關係，大多戲仿同為日昇動畫製作的《機動戰士GUNDAM系列》，也曾戲仿宮崎駿動畫《風之谷》、《神隱少女》以及《新世紀福音戰士》中的情節，還惡搞《多啦A夢》的倍增液情節一樣。
第1至6輯的《Keroro軍曹》電視動畫均為4:3製作，於第7輯開始改為16:9高清製作。
每集《Keroro軍曹》都是以兩個約11分鐘的故事組成，或者是一個約22分鐘的完整片集。而在第74集和第196集中，則出現了十多個約1至2分鐘小故事。在第255集，亦曾出現3個相關的故事。
在第42集中的Keroro eleven惡搞了少林足球。

### 收視及獎項
- 於朝日電視台舉辦的100大動畫選舉中排行網絡組別第76位，及抽樣訪問組別第58位。
- 第一輯於2005年2005年度東京國際動畫展得到電視動畫優秀作品獎。
- 日本收視長期處於4-6%左右，偶爾會打入動畫收視前10名。
- 由鄭嘉穎主唱第一季無綫版主題曲《Keroro軍曹》，獲得無綫電視2006年度兒歌金曲十大兒歌金曲獎和兒歌金曲金獎；由黃宗澤主唱第二季無綫版主題曲《軍曹Again》，則獲得無綫電視2007年度兒歌金曲十大兒歌金曲獎。

## 各地播放歷程

### 亞洲

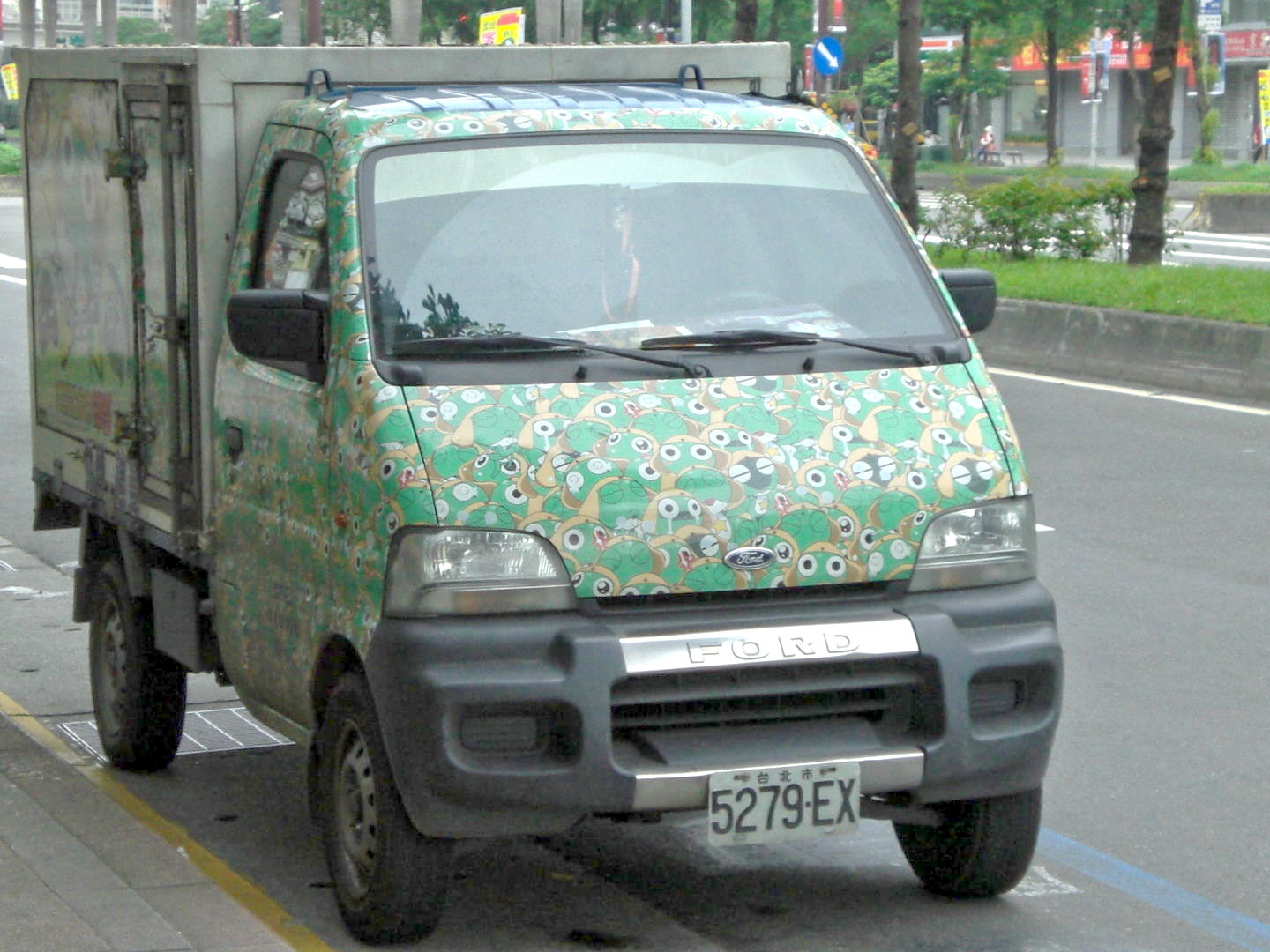
曼迪傳播的《Keroro軍曹》車體廣告小貨車

- 《Keroro軍曹》亞洲總授權由曼迪傳播取得代理，並自2004年開始在台灣、香港等地播放。
- 在台灣，動畫自2005年3月12日開始在Cartoon Network播放；後來華視也開始播放第一至三輯，時間為星期六逢下午6時。
- 在南韓，動畫於2005年9月12日在Tooniverse頻道首次播放。當中，大部分角色的名字都有轉變，以貼近當地文化。
- 在菲律賓，動畫自2007年6月4日於ABS-CBN播放。
- 在馬來西亞，動畫 自2007年4月27日於ntv7播放。
- 在香港，動畫自2005年4月開始在有線電視播放[1]，並由朱茵主唱有線版主題曲。無綫電視翡翠台則自2006年7月3日開始於兒童節目《放學ICU》中播放，其後於11月3日開始逢星期四及五下午5時15分播放第二輯、在2007年8月2日開始逢星期四及五下午5時15分播放第三輯、在2008年8月26日開始逢星期二及三下午5時15分播放第四輯、在2009年8月19日開始逢星期二及三下午5時15分播放第五輯、在2010年7月21日開始逢星期二及三下午5時15分播放第六輯及在2011年7月21日開始逢星期四及五下午5時20分播放第七輯。至於無綫收費電視無綫兒童台，就是由2007年7月3日開始播放。
- 在中國大陸，動畫自2005年末開始在華娛衛視播放台灣配音版。
- 在泰國，動畫在TITV播放。
- 在印度，動畫在2Animax播放。
- 在印尼，動畫在2Animax,Antv播放。
- 在以色列，動畫在Children's Channel播放，以希伯來語配音播放。
- 在阿拉伯地區，動畫以阿拉伯語配音播放。

### 歐洲
- 在意大利，動畫自2006年9月11日於Italia 1頻道播放。
- 在法國，動畫於Télétoon播放。当中，大部分角色的名字都有转变，以贴近当地文化。
- 在西班牙，動畫自2006年11月6日在各大電視台(Canal 9, Canal Nou Dos,ETB1)播放，並分別以西班牙語、加泰隆尼亞語、加利西亞語、華倫西亞語、巴斯克語、巴利阿里群島方言配音播放。
- 在葡萄牙，動畫於Canal Panda 和 Panda Biggs播放，以西班牙語配音播放，以葡萄牙文作字幕。

### 非洲
- 在位於非洲之角的最不發達國家埃塞俄比亞，2006年3月，作者吉崎觀音的喜劇漫畫作品《Keroro軍曹》已經被翻譯成為埃塞俄比亞當地的阿姆哈拉語並正式出版發行，成為唯一出版發行《Keroro軍曹》漫畫的非洲國家，出版發行《Keroro軍曹》漫畫已經是當今一部份埃塞俄比亞人（主要集中在首都亞的斯亞貝巴）致富的途徑之一。其後，埃塞俄比亞電視台（Ethiopian Television）宣稱Keroro所屬的K隆星人來自埃塞俄比亞，宇宙警察就是基督教經典聖經記載的在伊甸園欺騙亞當和夏娃的古蛇（撒旦），2007年9月11日（埃塞俄比亞曆2000年元旦，即“非洲千禧年”），埃塞俄比亞電視台推出《Keroro軍曹》動畫，以阿姆哈拉語配音播放，逢星期二至六下午3時播出。
- 在坦桑尼亞，動畫於桑給巴爾電視台（TVZ）播放，以當地的斯瓦希里語配音播放。

### 北美洲
- 在美國，影視商ADV Films早前於網站公佈得到動畫的播映權。其後，公司再次聲稱擁有所有《Keroro軍曹》產品（原裝漫畫除外）的美國發行權。2007年2月，《Keroro軍曹》動畫證實會以DVD的形式推出。然而，ADV Films其後指出，動畫正因為某個電視頻道的協商而需要押後推出。現時估計動畫會在2008年推出。

## 第1輯（第1-51集）

### 播放時段(當地時間)
日本
- 東京電視台 星期六早上10:00
- 東京電視台 星期二深夜2:45（第1、2輯精選作品集）
- BS JAPAN 星期二下午5:55
- AT-X 星期五下午1:00（重播時段：晚上11:00）
- AT-X 星期一至五下午7:00（重播時段：深夜1:00）
- Animax 星期一至五上午11:00（兩集連播）
- Animax 星期六下午4:00（兩集連播）

 香港
- 香港有線電視兒童台 星期一至五下午6:30（1～51集，第2輯第1集）
- 無綫電視翡翠台 星期一至五下午4:30 於放學ICU 時段內播出
- 無綫兒童台 星期一至五早上7:00（重播時段：早上10:00、下午1:00、下午4:00、晚上7:00、晚上10:00；翌日凌晨1:00、凌晨4:00）
- J2台 星期一至五晚上6:30（重播時段：早上6：30、下午1:30）

### 片頭曲

#### 日本原作版
1. （Kero！進行曲；1～51集）
演唱：角田信朗 & 井端珠裡，作詞：，作曲、編曲：澤田完

#### 香港粵語版
1. 「Keroro軍曹」（1～51集，第2輯第1集）
有線電視：演唱：朱茵；和唱：區焯文；作詞：區焯文；作曲：澤田完；編曲：Joseph Ip
2. 「Keroro軍曹」（1～51集）
無綫電視：演唱：鄭嘉穎、周文瑛、潘文柏、林元春、雷霆、梁偉德 ；作詞：鄭櫻綸；作曲：澤田完；編曲：葉肇中

### 片尾曲
1. （爆炸頭軍曹[2]；1～18集、27～39集）
演唱：DANCE☆MAN（藤澤秀樹），作詞、作曲、編曲：DANCE☆MAN，喇叭編曲：川松久芳
2. （藍星侵略音頭；19～26集）
演唱： meets 小隊，作詞：DANCE☆MAN，作曲：軍曹，編曲：宇宙音樂研究會
3. （Keroro軍曹繪畫教學歌；40～51集）
演唱：（Keroro(40～42、51集)、Giroro(43、44集)、Tamama(45、46集)、Kururu(47、48集)、Dororo(49、50集)），作詞：，作曲、編曲：澤田完

### 插曲
- （Giroro最長之日；從略）
演唱：中田讓治、齋藤千和（Giroro、夏美），作詞：池田真美子，作曲、編曲：澤田完
- （戀愛的Shooting Star；12集、19集、27集、78集、117集）
演唱：井端珠里（Sumomo），作詞、作曲、編曲：鈴木子、掛川陽介、本澤尚之
- 「Come On！Come On！」（32集）
演唱：永井 with 渡邊久美子（Keroro），作詞、作曲、編曲：永井
- 「Birthday Song（326 mix）」（35集、87集、190集）
演唱：鈴木子 featuring 石田彰，作詞：（佐藤順一），作曲、編曲：鈴木子、掛川陽介、本澤尚之
- （聖誕節·Keroru；39集）
演唱：Keroro聖歌隊，作詞：松浦有希，作曲、編曲：窪田
- （不要脫掉Power Suit；46集、62集、88集、152集）
演唱：More Peach Summer，作詞：西直紀，作曲、編曲：高浪敬太郎
- （爆炸頭戰爭 Dance☆Man VS Dasonu☆Maso；47集、56集、88集、114集、126集、155集、174集、196集、218集）
演唱：DANCE☆MAN、長島雄一（DASONU☆MASO），作詞、作曲、編曲：DANCE☆MAN

### DVD
出版名字：Keroro軍曹
| 編號 | 收錄集數 | 片長   | 發售日期       | 製作廠商      |
| ---- | -------- | ------ | -------------- | ------------- |
| 1    | 1-4      | 94分鐘 | 2004年8月27日  | Bandai Visual |
| 2    | 5-8      | 94分鐘 | 2004年9月24日  | Bandai Visual |
| 3    | 9-12     | 97分鐘 | 2004年10月22日 | Bandai Visual |
| 4    | 13-16    | 97分鐘 | 2004年11月26日 | Bandai Visual |
| 5    | 17-20    | 94分鐘 | 2004年12月23日 | Bandai Visual |
| 6    | 21-24    | 94分鐘 | 2005年1月28日  | Bandai Visual |
| 7    | 25-28    | 94分鐘 | 2005年2月24日  | Bandai Visual |
| 8    | 29-32    | 94分鐘 | 2005年3月25日  | Bandai Visual |
| 9    | 33-36    | 94分鐘 | 2005年4月22日  | Bandai Visual |
| 10   | 37-40    | 94分鐘 | 2005年5月27日  | Bandai Visual |
| 11   | 41-44    | 94分鐘 | 2005年6月24日  | Bandai Visual |
| 12   | 45-48    | 94分鐘 | 2005年7月22日  | Bandai Visual |
| 13   | 49-51    | 87分鐘 | 2005年8月26日  | Bandai Visual |

## 第2輯（第52-103集）

### 播放時段(當地時間)
日本
- 東京電視台 星期五下午6:00
- 東京電視台 星期二深夜2:45（第1、2輯精選作品集）
- BS JAPAN 星期二下午5:55
- AT-X 星期五下午1:00（重播時段：晚上11:00）
- Animax 星期六上午10:30（重播時段：星期日晚上8:00）
- Animax 星期一下午6:30（重播時段：星期二早上7:30）

 香港
- 無綫電視翡翠台 星期四、五下午5:15
- 無綫電視翡翠台 2007年5月6日上午10:30（第67集。節目因部分內容涉及驚嚇情節，被TVB列為家長指引節目）
- 無綫兒童台 星期一至五早上7:00（重播時段：早上10:00、下午1:00、下午4:00、晚上7:00、晚上10:00；翌日凌晨1:00、凌晨4:00）
- J2台 星期一至五晚上6:30 （重播時段：早上9：30）

 台灣
- 華視 星期六下午6:00
- Cartoon Network 星期一至星期五19:00

### 片頭曲

#### 日本原作版
1. （全國無責任時代；52～78集）
演唱：，作詞、作曲：前田，編曲：
2. （為你買果汁♥；79～103集）
演唱：魂，作詞：宮藤官九郎，作曲、編曲：富澤

#### 香港粵語版
1. 「軍曹Again」（59～103集）[3]
演唱：黃宗澤，獨白：陸惠玲[4]，作詞：鄭櫻綸，作曲：コザック前田，編曲：？

### 片尾曲
1. （任性的侵略者；52～78集）
演唱：小川直也☆岩佐真悠子，作詞、作曲、編曲：磯崎健史
2. （內心的問題；79～103集）
演唱：toutou，作詞：、青山紳一郎、coita，作曲：coita，編曲：森山、反刀

### 插曲
- 「556」（556燃燒愛的題目；從略）
演唱：檜山修之、金田朋子（556、拉比），作詞：，作曲、編曲：特殊法人—宇宙熱魂偵探團
- （各種各樣的色彩；61集、98集）
演唱：鈴木子，作詞、作曲、編曲：鈴木子、掛川陽介、本澤尚之
- （來相撲吧！軍曹；70集、155集）
演唱：小隊，作詞：西直紀，作曲：中，編曲：西平彰
- （在宇宙最緊緊地纏繞的題目；從略）
演唱：，作詞、作曲、編曲：鈴木子 with TOMISIRO
- （咬一口蘋果；73話、96話）
演唱：More Peach Summer Snow，作詞：西直紀，作曲、編曲：鈴木智文
- （73集、97集、103集）
演唱：鈴木子，作詞、作曲、編曲：鈴木子、掛川陽介、本澤尚之
- （配角的純真；88集、155集、199集）
演唱：More Peach Summer Snow，作詞、作曲、編曲：DANCE☆MAN
- （Kero之夜；90集）
演唱：Keroro聖歌隊，作詞：松浦有希，作曲、編曲：窪田
- （石塊之星；97集、103集、115～116集、120集、123～124集、129集、132集、134集、136～138集、142～143集、149集、151集、153～154集、160集、162～163集、173集、191集、194～195集、204集、210集）
演唱：川上倫子、渡邊久美子（冬樹、Keroro），作詞：吉崎觀音，作曲、編曲：鈴木子、掛川陽介、本澤尚之
- （虛無飄渺的纏綿布魯斯；100集、122集、147集、150集、157集）
演唱：中田讓治、齋藤千和（Giroro、夏美），作詞：中田讓治、齋藤千和，作曲、編曲：高浪敬太郎
- （Kero！進行曲；103集）

1. 演唱：角田信朗 & 井端珠裡，作詞：，作曲、編曲：澤田完

### DVD
出版名字：Keroro軍曹Z
| 編號 | 收錄集數 | 片長    | 發售日期       | 製作廠商      |
| ---- | -------- | ------- | -------------- | ------------- |
| 1    | 52-55    | 94分鐘  | 2005年9月23日  | Bandai Visual |
| 2    | 56-59    | 96分鐘  | 2005年10月28日 | Bandai Visual |
| 3    | 60-63    | 96分鐘  | 2005年11月25日 | Bandai Visual |
| 4    | 64-67    | 96分鐘  | 2005年12月23日 | Bandai Visual |
| 5    | 68-71    | 96分鐘  | 2006年1月27日  | Bandai Visual |
| 6    | 72-75    | 96分鐘  | 2006年2月24日  | Bandai Visual |
| 7    | 76-79    | 96分鐘  | 2006年3月24日  | Bandai Visual |
| 8    | 80-83    | 96分鐘  | 2006年4月26日  | Bandai Visual |
| 9    | 84-87    | 96分鐘  | 2006年5月26日  | Bandai Visual |
| 10   | 88-91    | 96分鐘  | 2006年6月23日  | Bandai Visual |
| 11   | 92-95    | 96分鐘  | 2006年7月28日  | Bandai Visual |
| 12   | 96-99    | 96分鐘  | 2006年8月25日  | Bandai Visual |
| 13   | 100-103  | 102分鐘 | 2006年9月22日  | Bandai Visual |

## 第3輯（第104-154集）

### 播放時段(當地時間)
日本
- 東京電視台 星期五下午5:30
- BS JAPAN 星期二下午6:00

 臺灣
- 華視 星期六18:00
- Cartoon Network 星期一至星期五18:30

 香港
- 無綫電視翡翠台 星期四、五下午5:15
- J2台 星期一至五晚上6:30（重播時段：早上8：30）

### 片頭曲

#### 日本原作版
1. 「 」（和晴的路；104～129集）
演唱：JK（次長課長），作詞：JK，作曲、編曲：小室哲哉
2. （You-You-You；130～154集）
演唱：POLYSICS，作詞、作曲：Hiroyuki Hayashi，編曲：Hiroyuki Hayashi、Hajime Okano

#### 香港粵語版
1. 「微微笑」（104～154集）
演唱：鄭嘉穎、黃宗澤，作詞：鄭櫻綸，作曲：小室哲哉，編曲：？

### 片尾曲
1. （勝利的花瓣；104～116集）
演唱：（若槻千夏），作詞：秋元康，作曲：加籐大祐、，編曲：加籐大祐，合唱：
2. （自行車廢物回收大行動；117集～141集）
演唱：，作詞：麒麟，作曲、編曲：小室哲哉
3. （永遠；142～154集）
演唱：，作詞：，作曲：，編曲：、塚崎陽平

### 插曲
- （濕氣King之歌；113集、116集、152集、166集、215集）
演唱：植津徹，作詞：山口宏，作曲、編曲：植津徹

### DVD
出版名字：Keroro軍曹 3rd Season
| 編號 | 收錄集數 | 片長   | 發售日期       | 製作廠商      |
| ---- | -------- | ------ | -------------- | ------------- |
| 1    | 104-107  | 96分鐘 | 2006年10月27日 | Bandai Visual |
| 2    | 108-111  | 96分鐘 | 2006年11月24日 | Bandai Visual |
| 3    | 112-115  | 96分鐘 | 2006年12月22日 | Bandai Visual |
| 4    | 116-119  | 96分鐘 | 2007年1月26日  | Bandai Visual |
| 5    | 120-123  | 96分鐘 | 2007年2月23日  | Bandai Visual |
| 6    | 124-127  | 96分鐘 | 2007年3月23日  | Bandai Visual |
| 7    | 128-131  | 96分鐘 | 2007年4月25日  | Bandai Visual |
| 8    | 132-135  | 96分鐘 | 2007年5月25日  | Bandai Visual |
| 9    | 136-139  | 96分鐘 | 2007年6月22日  | Bandai Visual |
| 10   | 140-143  | 96分鐘 | 2007年7月27日  | Bandai Visual |
| 11   | 144-147  | 96分鐘 | 2007年8月24日  | Bandai Visual |
| 12   | 148-151  | 96分鐘 | 2007年9月25日  | Bandai Visual |
| 13   | 152-154  | 75分鐘 | 2007年10月26日 | Bandai Visual |

## 第4輯（第155-205集）

### 播放時段(當地時間)
日本
- 東京電視台 星期六早上10:00
- BS JAPAN 星期二下午6:00

 香港
- 無綫電視翡翠台 星期二、三下午5:15
- J2星期一至五下午6:00（重播時段：早上8:00）

 台灣
- Cartoon Network 星期一至星期五19:00

### 片頭曲

#### 日本原作版
1. （歸來了的Kero！進行曲；155～183集）
演唱：財津一郎 & 小倉優子，作詞：，作曲、編曲：澤田完
2. （連踢帶踩；184集～205集）
演唱：，作詞：田中秀典，作曲：磯崎健史，編曲：百田留衣

#### 香港粵語版
1. 「Keroro軍曹」（翡翠台155～206集，J2台播映原裝OP）
無綫電視：演唱：鄭嘉穎，作詞：鄭櫻綸，作曲：澤田完，編曲：葉肇中

### 片尾曲
1. （滴溜溜・轉起來・完成一圈；155－168集）
演唱：，作詞：裡乃塚玲央，作曲、編曲：川嵨可能
2. （笑嘻嘻的冠軍；169集－192集）
演唱：NON STYLE，作詞、作曲：井上裕介（NON STYLE），編曲：野間康介、川口圭太
3. （Kero貓的探戈舞；193集－205集）
演唱：皆川修、雲雀兒童合唱團，作詞：相田毅，作曲、編曲：西脇辰爾

### 插曲
- （Keroro小隊歌；155集、157集、166集、174集、177集、179集）
演唱：Keroro小隊，作詞：西直紀，作曲、編曲：鈴木子、掛川陽介、本澤尚之
- （；174集、223集）
演唱：Dance☆Man，作詞、作曲、編曲：Dance☆Man，協助編曲：川松久芳
- （；Keroro小隊歌（Keroro公司人員版）；177集）
演唱：渡邊久美子，作曲、編曲：鈴木子、掛川陽介、本澤尚之
- （Keroro公司人員的最長之日；177集）
演唱：渡邊久美子、齋藤千和（Keroro、夏美），作曲、編曲：澤田完
- （Keroro的戀愛咒語；192集）
演唱：More Peach Summer Snow，作詞：松浦有希，作曲、編曲：窪田ミナ
- （叮噹〜戰場的蛋糕〜；192集）
演唱：ケロロ聖歌隊，作詞：ACKO，作曲、編曲：永井ルイ

### DVD
出版名字：Keroro軍曹 4th Season
| 編號 | 收錄集數 | 片長   | 發售日期       | 製作廠商      |
| ---- | -------- | ------ | -------------- | ------------- |
| 1    | 155-158  | 96分鐘 | 2007年11月23日 | Bandai Visual |
| 2    | 159-162  | 96分鐘 | 2007年12月21日 | Bandai Visual |
| 3    | 163-166  | 96分鐘 | 2008年1月25日  | Bandai Visual |
| 4    | 167-170  | 94分鐘 | 2008年2月22日  | Bandai Visual |
| 5    | 171-174  | 94分鐘 | 2008年3月25日  | Bandai Visual |
| 6    | 175-178  | 94分鐘 | 2008年4月25日  | Bandai Visual |
| 7    | 179-182  | 94分鐘 | 2008年5月23日  | Bandai Visual |
| 8    | 183-186  | 94分鐘 | 2008年6月25日  | Bandai Visual |
| 9    | 187-190  | 94分鐘 | 2008年7月25日  | Bandai Visual |
| 10   | 191-194  | 94分鐘 | 2008年8月22日  | Bandai Visual |
| 11   | 195-198  | 94分鐘 | 2008年9月26日  | Bandai Visual |
| 12   | 199-202  | 94分鐘 | 2008年10月24日 | Bandai Visual |
| 13   | 203-205  | 70分鐘 | 2008年11月21日 | Bandai Visual |

## 第5輯（第206-256集）

### 播放時段(當地時間)
日本
- 東京電視台 星期六早上10:00
- BS JAPAN 星期二下午6:00

 臺灣
- MOMO親子台 星期一至五下午6:30（2012年6月18日起）

 香港
- 無綫電視翡翠台 星期二、三下午5:15（2009年8月19日至2010年2月3日）
- J2星期一至五下午6:00（重播時段：早上8:00）

### 片頭曲

#### 日本原作版
1. （多麼美好的星期六；206～231集）
演唱：Keroro小隊，作詞、作曲、編曲：
2. （Hello，達爾文！～好奇心之渴求～；232～256集）
演唱：JAM Project，作詞、作曲：影山浩宣，編曲：渡部チェル

#### 香港粵語版
1. 「超好奇」（207～256集）
無綫電視：演唱：胡杏兒、張智霖；作詞：鄭櫻綸；作曲：影山浩宣；編曲：？

### 片尾曲
1. （地球一盤久等了！；206～218集）
演唱：Keroro小隊、能登麻美子（摩亞），作詞：畑亞貴，作曲：伊藤真澄、編曲：菊谷知樹
2. （我們的暗號；219～244集）[5]
演唱：清浦夏實，作詞、作曲：過乃彌亞，編曲：山本隆二
3. （KeKeKeroro的大作戰；245～256集）
演唱：Keroro小隊，作詞：畑亜貴，作曲：伊藤真澄，編曲：菊谷知樹

### 插曲
- （Neverland；233集）
演唱、作詞、作曲：清浦夏實，編曲：島田昌典
- （燃燒!Keroro；251集）
演唱：土田晃之，作詞：里野塚玲央，作曲：澤田完

### DVD
出版名字：Keroro軍曹 5th Season
| 編號          | 收錄集數      | 片長   | 發售日期       | 製作廠商      |
| ------------- | ------------- | ------ | -------------- | ------------- |
| 1             | 206-209       | 94分鐘 | 2008年12月19日 | Bandai Visual |
| 2             | 210-213       | 94分鐘 | 2009年1月23日  | Bandai Visual |
| 3             | 214-217       | 94分鐘 | 2009年2月20日  | Bandai Visual |
| 4             | 218-221       | 94分鐘 | 2009年3月27日  | Bandai Visual |
| 5             | 222-225       | 94分鐘 | 2009年4月24日  | Bandai Visual |
| 6             | 226-229       | 94分鐘 | 2009年5月26日  | Bandai Visual |
| 7             | 230-233       | 94分鐘 | 2009年6月26日  | Bandai Visual |
| 8             | 234-237       | 94分鐘 | 2009年7月24日  | Bandai Visual |
| 武者Kero 上集 | 211、219、231 | 70分鐘 | 2009年7月24日  | Bandai Visual |
| 9             | 238-241       | 94分鐘 | 2009年8月25日  | Bandai Visual |
| 10            | 242-245       | 94分鐘 | 2009年9月25日  | Bandai Visual |
| 11            | 246-249       | 94分鐘 | 2009年10月27日 | Bandai Visual |
| 12            | 250-253       | 94分鐘 | 2009年11月25日 | Bandai Visual |
| 13            | 254-256       | 94分鐘 | 2009年12月22日 | Bandai Visual |
| 武者Kero 下集 | 237、249、250 | 70分鐘 | 2009年12月22日 | Bandai Visual |

## 第6輯（第257-307集）

### 播放時段(當地時間)
日本
- 東京電視台 星期六早上10:00
- BS JAPAN 星期二下午6:00

 臺灣
- 曼迪日本台  2014/11/1晚上9點

 香港
- 無綫電視翡翠台 星期二、三下午5:15（2010年7月21日首播）
- J2星期一至五下午6:25～7:00（重播時段：早上8:30）
- TVB Window星期一至五早上6:00～6:30（重播時段：下午5:30）

### 片頭曲

#### 日本原作版
1. （Kero！進行曲 小隊Version；257集～295集）
演唱：Keroro小隊，作詞：，作曲、編曲：澤田完
2. （麻煩星進行曲<小隊Version>；296集～307集）
演唱：Keroro小隊，作詞：織田佳子，作曲：ken sato，編曲：ken sato、林部亞紀子

#### 香港粵語版
1. 「Keroro世界」（257～307集）
無綫電視：演唱：許廷鏗 ；作詞：鄭櫻綸；作曲：澤田完；編曲：葉肇中

### 片尾曲
1. （；257集～282集）
演唱：小島義雄，作詞：畑亞貴，作曲：金井江右，編曲：安藤高弘
2. 「（讀音：哈利路亞）」（放晴；283集～307集）
演歌：JAM Project，作詞、作曲：影山浩宣，編曲：鈴木Daichi秀行

### DVD
出版名字：Keroro軍曹 6th Season
| 編號 | 收錄集數 | 片長   | 發售日期       | 製作廠商      |
| ---- | -------- | ------ | -------------- | ------------- |
| 1    | 257-260  | 94分鐘 | 2010年1月27日  | Bandai Visual |
| 2    | 261-264  | 94分鐘 | 2010年2月23日  | Bandai Visual |
| 3    | 265-268  | 94分鐘 | 2010年3月26日  | Bandai Visual |
| 4    | 269-272  | 94分鐘 | 2010年4月23日  | Bandai Visual |
| 5    | 273-276  | 94分鐘 | 2010年5月28日  | Bandai Visual |
| 6    | 277-280  | 94分鐘 | 2010年6月25日  | Bandai Visual |
| 7    | 281-284  | 94分鐘 | 2010年7月23日  | Bandai Visual |
| 8    | 285-288  | 94分鐘 | 2010年8月27日  | Bandai Visual |
| 9    | 289-292  | 94分鐘 | 2010年9月24日  | Bandai Visual |
| 10   | 293-296  | 94分鐘 | 2010年10月27日 | Bandai Visual |
| 11   | 297-300  | 94分鐘 | 2010年11月26日 | Bandai Visual |
| 12   | 301-304  | 94分鐘 | 2010年12月22日 | Bandai Visual |
| 13   | 305-307  | 70分鐘 | 2011年1月28日  | Bandai Visual |

## 第7輯（第308集-358集）

### 播放時段
日本
- 東京電視台 星期六早上10:00～10:15(首播)
- BS JAPAN 星期二下午6:30～6:45

 香港
- 無綫電視翡翠台 星期四至五下午5:20～5:50（2011年7月21日首播）
- J2星期一至五下午5:55～6:25（重播時段：早上8:00）

 日本 （ keroro軍曹乙 ）
- 東京電視台 星期一凌晨2:05~2:35（首播）、於第7輯每話的後半段播放。

### 片頭曲

#### 日本原作版
1. （麻煩星進行曲<小隊Version>；308～358集）
演唱：Keroro小隊，作詞：織田佳子，作曲：ken sato，編曲：ken sato、林部亜紀子

### 片尾曲
1. （308集～356集 ; 358集）
演唱：松元環季，作詞、作曲、編曲：
2. （Kero！進行曲；357集）
演唱：角田信朗 & 井端珠裡，作詞：，作曲、編曲：澤田完

### 插曲
1.「僕らの合言葉」（我們的暗號；358集）
 編曲：山本隆二（僅旋律）

### DVD
出版名字：Keroro軍曹 7th Season
| 編號 | 收錄集數 | 片長   | 發售日期       | 製作廠商      |
| ---- | -------- | ------ | -------------- | ------------- |
| 1    | 308-311  | 95分鐘 | 2011年2月25日  | Bandai Visual |
| 2    | 312-315  | 95分鐘 | 2011年4月7日   | Bandai Visual |
| 3    | 316-319  | 95分鐘 | 2011年4月22日  | Bandai Visual |
| 4    | 320-323  | 95分鐘 | 2011年5月27日  | Bandai Visual |
| 5    | 324-327  | 95分鐘 | 2011年6月24日  | Bandai Visual |
| 6    | 328-331  | 95分鐘 | 2011年7月22日  | Bandai Visual |
| 7    | 332-335  | 95分鐘 | 2011年8月26日  | Bandai Visual |
| 8    | 336-339  | 95分鐘 | 2011年9月22日  | Bandai Visual |
| 9    | 340-343  | 95分鐘 | 2011年10月26日 | Bandai Visual |
| 10   | 344-347  | 95分鐘 | 2011年11月25日 | Bandai Visual |
| 11   | 348-351  | 95分鐘 | 2011年12月22日 | Bandai Visual |
| 12   | 352-355  | 95分鐘 | 2012年1月27日  | Bandai Visual |
| 13   | 356-358  | 95分鐘 | 2012年2月22日  | Bandai Visual |

## 新輯（2014年）

### 播放時段
日本
- Animax 2014年3月22日~2014年9月6日，星期六晚上19:00～20:00(首播)。
- 網路電視 2014年4月1日~2014年?月?日，星期二中午12:00播放。

### 主題曲
1. （keroro☆流行明星）
演唱：五條真由美，作詞：吉崎觀音、松浦勇氣，作曲：松浦勇氣，編曲：R・O・N

## 劇場版
以下的有5部長篇・3部短篇故事。短編故事與長篇故事同時上映。

### 超劇場版
1. 超劇場版 Keroro軍曹（超劇場版ケロロ軍曹）：2006年3月11日公開
2. 超劇場版 Keroro軍曹 2 深海的公主（超劇場版ケロロ軍曹2 深海のプリンセスであります!）：2007年3月17日公開
同時上映「Keroro回到未紅時」（台灣翻譯:小kero k隆球的祕密）
3. 超劇場版 Keroro軍曹 3 Keroro VS Keroro 天空大決戰（超劇場版ケロロ軍曹3 ケロロ対ケロロ天空大決戦 であります!）：2008年3月1日公開
同時上映「武者Kero 宣佈！戰國群星大戰鬥」
4. 超劇場版 Keroro軍曹 4 逆襲的龍勇士（超劇場版ケロロ軍曹 撃侵 ドラゴンウォリアーズ であります!）：2009年3月7日公開
同時上映「Keroro軍曹出發！全員集合！！」（Kero 0 小隊出發!全員集合!!）
5. 超劇場版 Keroro軍曹 5 誕生！究極Keroro奇蹟的時空之島！！（超劇場版ケロロ軍曹 誕生!究極ケロロ 奇跡の時空島であります!!）：2010年2月27日公開

### 劇場版
- Keroro軍曹：預定2026年夏季公開

### 太空館電影
全天域版Keroro軍曹 取回星空！太陽系大追蹤是也！！（超投影版ケロロ軍曹 星空をとりもどせ! 太陽系大追跡であります!!）
2012年製作的太空館全天域電影。投映時間約24分鐘。
夏美和冬樹目睹使人震驚的事情！閃閃星空突然異常消失，一顆顆亮晶晶的星星到那去了？
Keroro小隊為此展開了一次又一次的調查，終接收到來自名為Kirara的宇宙人的SOS求救！
英明神「無」的隊長大人Keroro認為，異常現像和SOS求救有著密切關係，因此請Kururu使用天象儀型的轉送機器，將眾人送往SOS發出地：海王星！Keroro最終能搶回星空嗎？

## 外部連結
- Keroro Land電視情報
- SUNRISE官方網站 （页面存档备份，存于）
- TV TOKYO官方網站 （页面存档备份，存于）
- Flash動畫版 Keroro （页面存档备份，存于）
- Bandai Visual（页面存档备份，存于）
- 台灣官方網站
- TVB KERORO 4網站 （页面存档备份，存于）
- TVB KERORO 6網站 （页面存档备份，存于）
- . （原始内容存档于2011-11-02）.